# 丁寨村 (东宋镇)
丁寨村，是中华人民共和国河南省洛陽市洛宁县东宋镇下辖的一个村级行政单位。

## 工程
2010年代末年，丁寨村有新饮水、道路工程。